# Mecynidis dentipalpis
Mecynidis dentipalpis là một loài nhện trong họ Linyphiidae.
Loài này thuộc chi Mecynidis. Mecynidis dentipalpis được Eugène Simon miêu tả năm 1894.